# Cambogia ai Giochi della XXX Olimpiade
La Cambogia ha partecipato ai Giochi della XXX Olimpiade di Londra, che si sono svolti dal 27 luglio al 12 agosto 2012, con una delegazione di 6 atleti.

## Atletica leggera
| Gara            | Atleta       | Batterie | Batterie | Semifinali | Semifinali  | finale | finale |
| Gara            | Atleta       | Tempo    | Pos.     | Tempo      | Pos.        |        |        |
| --------------- | ------------ | -------- | -------- | ---------- | ----------- | ------ | ------ |
| 200 m femminili | Chan Seiha   | 26:620   | 9°       | non        | qualificata |        |        |
| 800 m maschili  | Kieng Samorn | 1:55:260 | 8°       | non        | qualificato |        |        |

## Judo
| Gara  | Atleta           | Preliminari | Tabellone principale | Tabellone principale | Tabellone principale | Tabellone principale | Tabellone principale | Ripescaggi | Ripescaggi | Ripescaggi | Ripescaggi |
| Gara  | Atleta           | Preliminari | Sedicesimi           | Ottavi               | Quarti               | Semifinali           | Finale               | 1º turno   | Quarti     | Semifinali | Finale     |
| ----- | ---------------- | ----------- | -------------------- | -------------------- | -------------------- | -------------------- | -------------------- | ---------- | ---------- | ---------- | ---------- |
| 60 kg | Khom Ratanakmony |             |                      |                      |                      |                      |                      |            |            |            |            |

## Nuoto
| Gara                        | Atleta           | Batterie | Batterie | Semifinali | Semifinali  | Finale | Finale      |
| Gara                        | Atleta           | Tempo    | Pos.     | Tempo      | Pos.        | Tempo  | Pos.        |
| --------------------------- | ---------------- | -------- | -------- | ---------- | ----------- | ------ | ----------- |
| 50 m stile libero maschili  | Ponloen Hem Thon | 27:030   | 8°       | non        | qualificato | non    | qualificato |
| 50 m stile libero femminili | Hemthon Vitiny   | 30:440   | 2°       | non        | qualificata | non    | qualificata |

## Taekwondo
| Gara   | Atleta     | Tabellone principale | Tabellone principale | Tabellone principale | Tabellone principale | Ripescaggi | Ripescaggi |
| Gara   | Atleta     | Ottavi               | Quarti               | Semifinali           | Finale               | Semifinali | Finale     |
| ------ | ---------- | -------------------- | -------------------- | -------------------- | -------------------- | ---------- | ---------- |
| +67 kg | Sorn Davin |                      |                      |                      |                      |            |            |